# Andreas Böcherer
Andreas Böcherer (Friburgo de Brisgovia, RFA, 6 de abril de 1983) es un deportista alemán que compitió en triatlón.
Ganó tres medallas en el Campeonato Europeo de Ironman entre los años 2015 y 2017, y dos medallas en el Campeonato Europeo de Ironman 70.3 en los años 2011 y 2017. Además, obtuvo una medalla en el Campeonato Europeo de Xterra Triatlón de 2006.

## Palmarés internacional
| Campeonato Europeo | Campeonato Europeo   | Campeonato Europeo | Campeonato Europeo |
| Año                | Lugar                | Medalla            | Prueba             |
| ------------------ | -------------------- | ------------------ | ------------------ |
| 2015               | Fráncfort (Alemania) | Medalla de bronce  | Individual         |
| 2016               | Fráncfort (Alemania) | Medalla de plata   | Individual         |
| 2017               | Fráncfort (Alemania) | Medalla de plata   | Individual         |

| Campeonato Europeo | Campeonato Europeo   | Campeonato Europeo | Campeonato Europeo |
| Año                | Lugar                | Medalla            | Prueba             |
| ------------------ | -------------------- | ------------------ | ------------------ |
| 2011               | Wiesbaden (Alemania) | Medalla de oro     | Individual         |
| 2017               | Elsinor (Dinamarca)  | Medalla de plata   | Individual         |

| Campeonato Europeo | Campeonato Europeo | Campeonato Europeo | Campeonato Europeo |
| Año                | Lugar              | Medalla            | Prueba             |
| ------------------ | ------------------ | ------------------ | ------------------ |
| 2006               | Orosei (Italia)    | Medalla de bronce  | Individual         |